# Ivan Vilela
Ivan Vilela, né le 28 août 1962, est un musicien multi-instrumentiste brésilien, compositeur, arrangeur, chercheur, professeur et joueur de viola brésilien. Ivan Vilela est professeur de École des arts et de la communication, de l'université de São Paulo,. En 2010, le TV Cultura exposé the special about Ivan Vilela l'instrumentiste. Il est directeur de Orchestre philharmonique de violas, un orchestre brésilien composé par les violas brésilienne Ivan Vilela est l'un des guitaristes à dix cordes principales (alto) de nos jours. Avec un style très particulier et très développés technique, il a plus de 15 albums enregistrés, en solo ou avec différents groupes, et a été reçu ou été nommé à plusieurs prix prestigieux au Brésil

## Biographie
Ivan Vilela est le plus jeune d'une famille de onze enfants. Quand il avait 11 ans, Ivan a acquis de son père une guitare. Le premier professeur de guitare a été Amaury Vieira, en 1973, em Itajubá. Il a commencé sa carrière artistique à 18 ans, en intégrant le groupe "Pedra". Plus tard, Ivan a participé au groupe "Agua Doce", qui fait des recherches sur la musique des racines du Minas Gerais. Vilela a assisté à la faculté d'histoire avant de rejoindre le cours de musique de l'Universidade Estadual de Campinas (UNICAMP) où il a complété un baccalauréat et une maîtrise en Arts. En 1989, il s'installe à Campinas. En 1995, il a assumé l'alto comme instrument soliste. Depuis 1996, il a souvent été la scène, non seulement au Brésil, mais aussi en Espagne, France, Grande-Bretagne, l'Italie et le Portugal. Vilela a travaillé pendant plus de 20 années de recherche avec la culture populaire. Il achève actuellement un doctorat en psychologie sociale de l'Université de São Paulo avec une thèse sur l'histoire sociale de la musique traditionnelle brésilienne.

## Discographie
- 1985 Hortelã - LP
- 1994 Trilhas - CD
- 1997 Trovadores do Vale - CD
- 1997 Espiral do Tempo - CD
- 1997 Violeiros do Brasil - SESC-Núcleo Contemprâneo - CD (Ao vivo)
- 1998 Paisagens - CD
- 1999 Rumos Musicais - CD
- 1999 Teatro do Descobrimento. Avec le groupe Anima et la chanteuse Anna Maria Kiefer - CD
- 2002 retratos em Vários Compassos - CD
- 2002 Quatro Estórias - Histoires de Rubem Alves musique par Ivan Vilela - CD
- 2004 Orquestra Filarmônica de Violas - Classiques de la musique country joué par les altos 20 - CD
- 2004 Caipira avec Suzana Salles et Lénine Santos - CD - Étiquette Rob Digital
- 2004 Orquestra Filarmônica de Violas - CD
- 2006 Vereda Luminosa avec Andréia Teixeira - CD
- 2007 Dez Cordas - Solo de Viola - CD
- 2009 Do Corpor à Raiz - CD

## DVD
- 2004 Caipira - com Suzana Salles Ivan Vilela Lenine Santos  - DVD
- 2006 Projeto Pixinguinha - DVD
- 2007 Uma Breve História da Música Caipira - DVD
- 2008 Violeiros do Brasil - DVD